# Doudelainville
Doudelainville é uma comuna francesa na região administrativa de Altos da França, no departamento de Somme. Estende-se por uma área de 4,99 km². Em 2010 a comuna tinha 353 habitantes (densidade: 70,7 hab./km²).